# Rohrbach (Rin-Hunsruck)
Rohrbach es un municipio situado en el distrito de Rin-Hunsrück, en el estado federado de Renania-Palatinado (Alemania). Tiene una población estimada, a fines de 2021, de 173 habitantes.
Es parte de la mancomunidad de municipios (en alemán, verbandsgemeinde) de Kirchberg (Hunsrück).
Está ubicado en el centro del estado, en la región de Hunsrück, entre los ríos Mosela, al norte; Nahe, al sur, y Rin, al este.